# 尚可喜纪念馆
尚可喜纪念馆位于辽宁省海城市八里镇的文安山上，尚可喜陵园西侧。纪念馆分陈列室和展览馆两部分，分别展览着尚可喜生平事迹，文字和图片，以及乾隆皇帝御赐的千叟杖、尚可喜所用的兵器等文物。

## 历史
1999年，为了纪念清朝平南王尚可喜，尚氏后人筹款100余万修建陈列室和展览馆。2004年9月17日，在海城召开清平南亲王尚可喜学术研讨会，同时尚可喜纪念馆落成。